# Lancia Dilambda

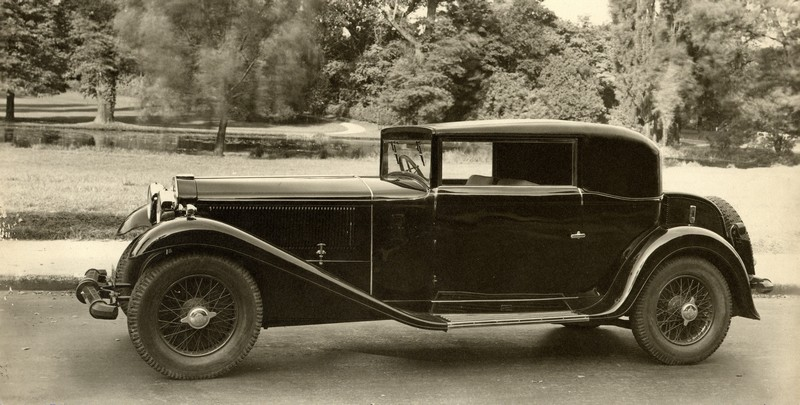
Lancia Dilambda першої серії. Купе. 1928

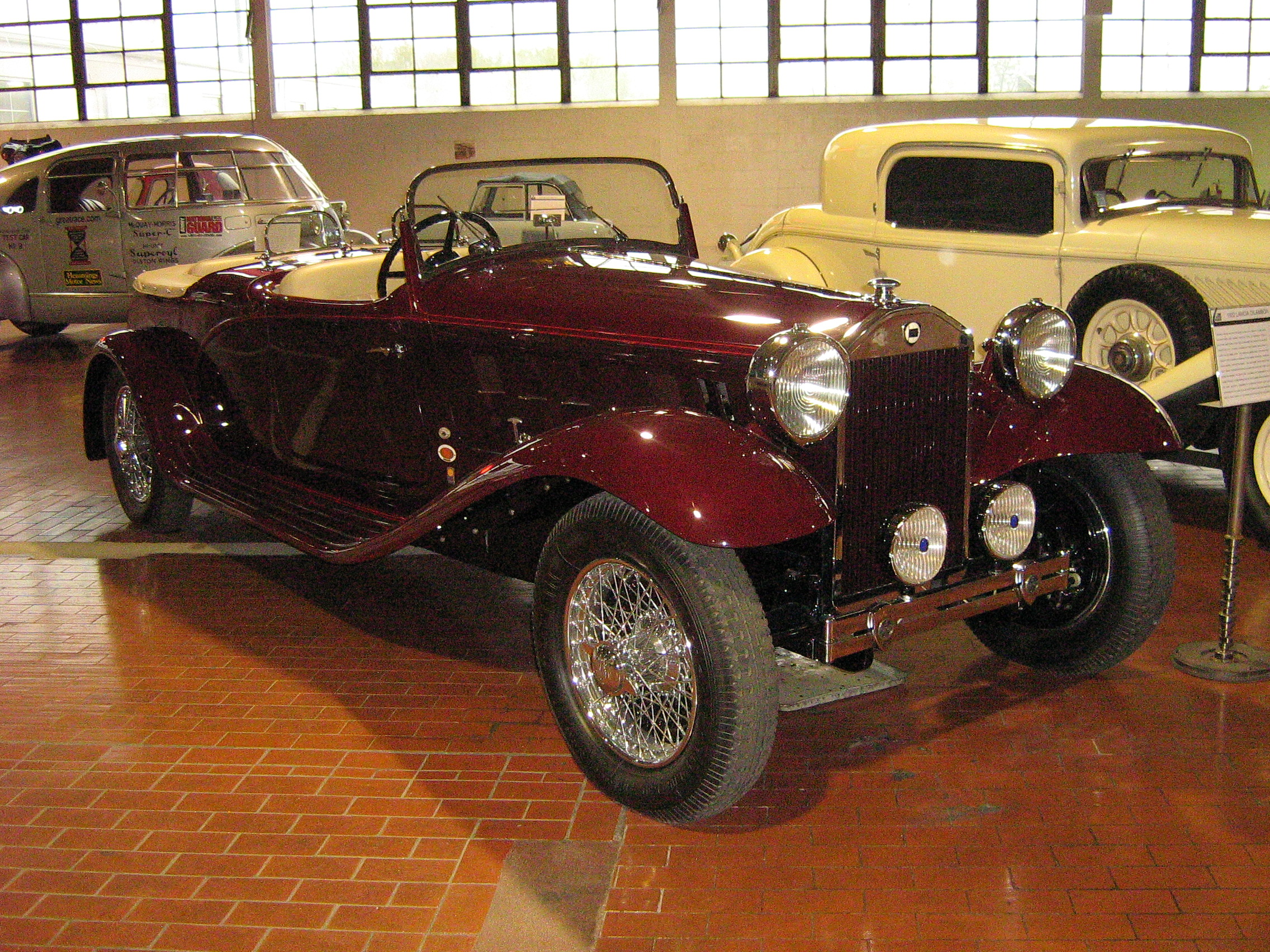
Lancia Dilambda другої серії. Фаетон. 1932

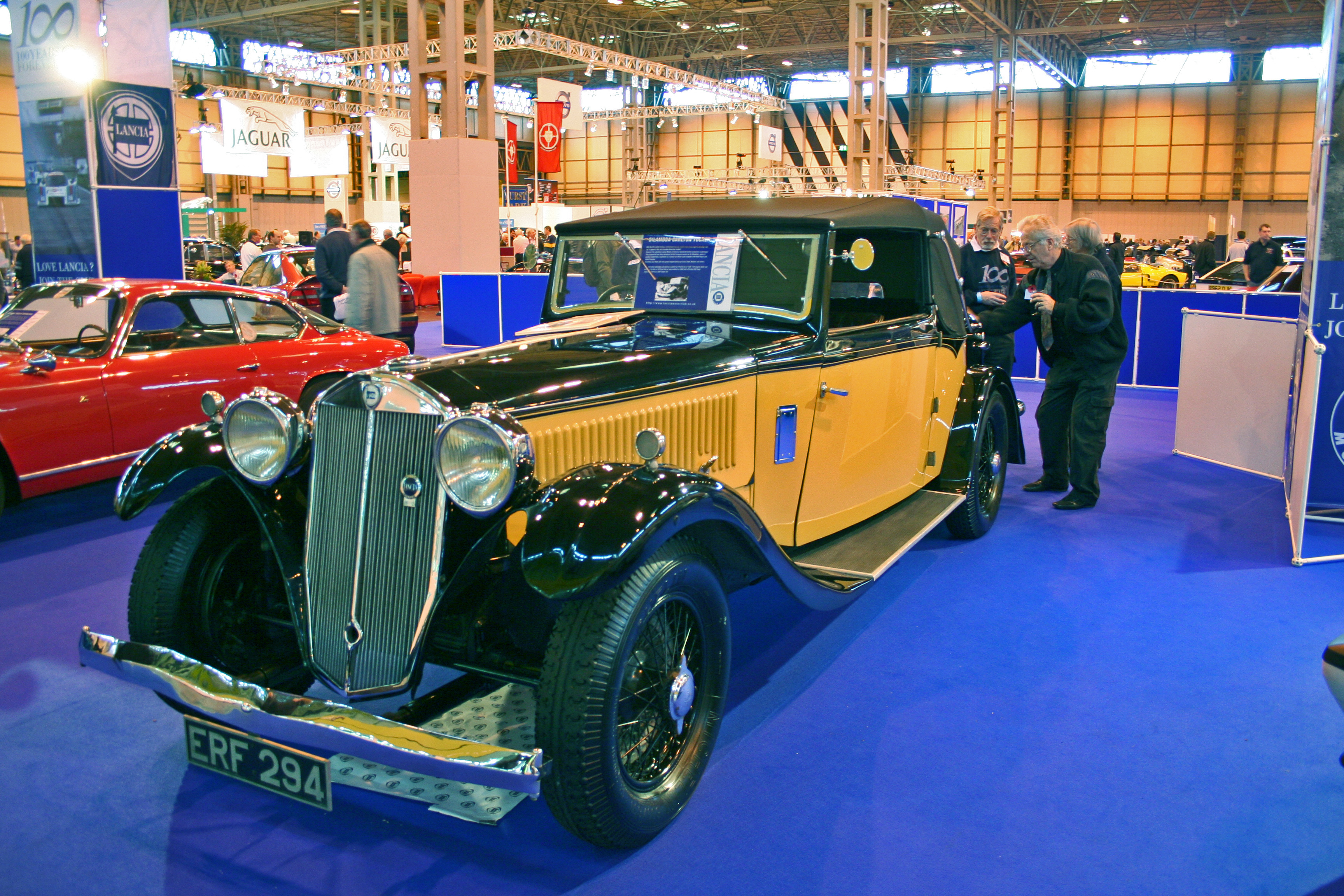
Lancia Dilambda другої серії. Tourer 1930

Lancia Dilambda автомобіль випускався італійською компанією Lancia у 1928-1935 р.

## Історія
Вінченцо Лянчіа (італ. Vincenzo Lancia) вирішив 1926 створити модель для заможних клієнтів з 8-циліндровим мотором. За прототип взяли модель Lancia Lambda. В цей час клієнт з США запропонував там продавати авто Lancia і Вінченцо Лянчіа розпочав проектувати більшу модель Lancia Dilambda з більш міцною рамою шасі.
Модель Lancia Dilambda була презентована 1929 на Паризькому автосалоні. 10 машин відправили на виставку до Нью-Йорку. Мотор V8 потужністю 100 к.с. дозволяв розвинути швидкість 120 км/год. Модель вирізнялась центральною змазкою шасі з панелі приладів, поповнення оливи у моторі за допомогою насосу, радіатор з термостатом, незалежною передньою підвіскою. Модель планували продавати у США, але згодом і у Європі.
Модель випустили трьома серіями. Дві перші були з двома колісними базами (Tipo 227-3475 мм; Tipo 229-3290 мм), третя лише з подовженим шасі (Tipo 232-3445,5 мм).
- Перша серія (1928-1931) з 1104 машин (Т227 - 879, Т229 - 225)
- Друга серія (1931-1933) з 300 машин (Т227 - 107, Т229 - 193) з модифікованими коробкою передач і гальмами
- Третя серія (1933-1935) з 281 машини з аеродинамічною формою

Продажі авто прийшлись на роки Великої депресії. Ціна Lancia Dilambda становила 58.000 лір (1931). Тоді Fiat 514 Spyder коштував 14.900 лір.
Власниками Lancia Dilambda були Макс Шмелінг, Ернест Хемінгуей, Грета Гарбо, Еріх Марія Ремарк, принц баварський Константин.

## Технічні дані Lancia Dilambda
|                    |                                  |
| Розміри            | Параметри                        |
| Роки випуску:      | 1928-1935                        |
| Колісна база:      | 3290–3475 мм                     |
| Довжина:           | 4540–5052 мм                     |
| Ширина             | 1710–1750 мм                     |
| Виготовлено:       | 1685 екземплярів                 |
| Маса порожнього:   | 1200–1350 кг                     |
| Мотор              | 1×8-циліндровий V-подібний (24°) |
| Потужність мотора: | 100 к.с. при 3800-4000 об/хв     |
| Об'єм мотора       | 3958 см³                         |
| Щеплення:          | КП 4-ступінчаста механічна       |
| Швидкість:         | 120 км/год.                      |
| Витрата пального:  | 18-19 л на 100 км                |